# Drnava
Drnava (in ungherese Dernő) è un comune della Slovacchia facente parte del distretto di Rožňava, nella regione di Košice.